# کالهام
کالهام (به آلمانی: Kallham) یک منطقهٔ مسکونی در اتریش است که در ناحیه گرایسکیرچن واقع شده‌است. کالهام ۲۶٫۷ کیلومتر مربع مساحت دارد ۳۹۷ متر بالاتر از سطح دریا واقع شده‌است.